# Blanca Uribe
Blanca Uribe Espitia (Bogotá, Cundinamarca - 22 de abril de 1940) es una pianista y docente colombiana de amplia trayectoria en el ámbito mundial de la música clásica y gran trascendencia en la cultura musical de Colombia. Destacada por sus interpretaciones de las Sonatas de Ludwig van Beethoven, La Suite Iberia de Isaac Albéniz, entre otras importantes obras del repertorio pianistico.

## Inicios
Nacida en el seno de una familia de músicos profesionales. Su padre fue el maestro Gabriel Uribe García, destacado flautista, clarinetista y saxofonista. Sus primeros estudios musicales fueron junto a su abuela paterna, la pianista María García. Luego estudio piano con Luisa Manighetti.
A los 11 años debutó con la Orquesta Sinfónica de Colombia y ha continuado presentándose en importantes escenarios de Estados Unidos, Latinoamérica y Europa, ya sea como recitalista o como solista con importantes orquestas.
Con tan solo 12 años y gracias al apoyo del filántropo Diego Echavarría Misas ingresó al Conservatorio de Kansas City, donde estudio con Viktor Labunski y luego viajó a Viena donde tuvo como profesor a Richard Hauser. Obtuvo un posgrado en la Juilliard School of Music, donde la pianista Rosina Lhevinne la consideró como una de sus mejores alumnas.

## Trayectoria
En los Estados Unidos obtuvo resonantes triunfos en cinco concursos, entre ellos el Premio Naftzger en 1956. En 1959 participó por primera vez en un concurso internacional en la capital austriaca y obtuvo el Premio Elena – Rombro – Stepanow. En ese mismo año concurso en la competencia mundial de Ginebra donde conquistó la Medalla de Oro como la única mujer finalista. Participó en el Concurso Chopin en Varsovia en 1965 junto a Martha Argerich, recibiendo Mención Honorífica. El mismo año ganó en una competencia internacional en Río de Janeiro. En 1966 participó en el 2.º Concurso Internacional de Piano Van Cliburn en Texas, Estados Unidos, donde ocupó el tercer lugar junto al campeón de esta versión, Radu Lupu. En 1967 obtuvo el primer premio en el Concurso Internacional de Orense, España.
Su grabación de la Suite Iberia de Isaac Albéniz y las Danzas fantásticas de Joaquín Turina le han valido elogiosos comentarios de la crítica, así como las del Concierto para piano n.º 1 del compositor norteamericano Richard Wilson, obra que tocó con la Orquesta Pro-Arte de Boston bajo la dirección de Leon Botstein, de música para dos pianos interpretada con el pianista Harold Martina, y de las Sonatas Op. 101, Op. 106 (Hammerklavier), Op. 109, Op. 110 y Op. 111 de Beethoven. También ha hecho grabaciones con la Orquesta de la Radio de Berlín para las emisoras alemanas rias y sfb.
En 1977 presentó en Bogotá y Medellín el ciclo completo de las 32 sonatas para piano de Beethoven, proeza sin antecedentes en el panorama musical colombiano; lo repitió en Colombia en 1986 y en los Estados Unidos en 1997. También presentó en dos ocasiones el ciclo de los 5 Conciertos para piano de Beethoven con la Orquesta Filarmónica de Bogotá y con la Orquesta Sinfónica de Colombia.

## Distinciones
Ha recibido la Estrella de Antioquia, la Medalla Francisco de Paula Santander, la Orden de San Carlos que le confirió el expresidente Belisario Betancur y un doctorado honoris causa otorgado por la Universidad del Valle. En 1999 recibió la Medalla de Oro de la Alcaldía de Medellín. Por la excelencia de sus interpretaciones de la Suite Iberia de Isaac Albéniz, y por su labor de divulgación de esta obra, en 2007 fue distinguida con el Premio Albéniz, otorgado por la Fundación Albéniz de Camprodón, villa donde nació el celebrado compositor español.

## Docencia
Como docente se ha desempeñado en el Vassar College de Nueva York, la Universidad de Nueva York, la Escuela Eastman de Rochester. Actualmente se desempeña como docente de maestría en piano en la Universidad EAFIT en Medellín, Colombia. Ha dictado clases magistrales en Colombia, Puerto Rico, Estados Unidos, Canadá, Corea del Sur, en la cátedra Judit Jaimes de Caracas, Venezuela y en España.
Ha sido miembro del jurado en los concursos internacionales William Kapell y Gina Bachauer en los Estados Unidos; Esther Honens en Canadá; Beethoven en Viena; del  Concurso Internacional de Piano de Santander "Paloma O'Shea" en Santander (España), y del Concurso Axa de Dublín, Irlanda.

## Discografía
- Albéniz/Turina: Selecciones - LP - Dial Discos 1977 - España
- Albéniz: Suite Iberia Vol. 1 - LP - Doblón Discos 1984 - España
- Albéniz: Suite Iberia Vol. 2 - LP - Doblón Discos 1984 - España
- Antonio María Valencia: Obras de cámara y obras para piano. "Música y músicos de Colombia" - CD - Banco de la República 2002 - Colombia
- Emilio Murillo (1880-1942) Obras para piano. Blanca Uribe - Pianista - CD -Banco de la República 2002 - Colombia
- Beethoven: Sonatas Nos. 29 & 31 - Ginastera: Danzas Argentinas - CD - MSR Classics 2007 - USA
- Obras para piano interpretadas por Blanca Uribe - CD - Banco de la República 2008 - Colombia